# Rudolf Klicks
Rudolf Klicks (* 21. Mai 1917 in Berlin; † 5. September 1997 ebenda) war ein deutscher Filmschauspieler und Foto-Journalist.

## Leben und Wirken
Der Sohn des Direktors Hugo Klicks und dessen Gattin Emma besuchte das Gymnasium und wurde bereits während seiner Schulzeit vor die Kamera geholt. Seinen Einstand beim Film gab Rudolf Klicks 15-jährig als Franziska Kinz’ Sohn in dem deutsch-nationalen Kriegsepos Tannenberg. Söhne-  und Schüler-Rollen blieben auch weiterhin Klicks’ Filmfach, er spielte aber als Minderjähriger auch einen Pförtner (in So ein Flegel), einen Hotelboy (in Zimmermädchen … dreimal klingeln), einen Volontär (in Die Reiter von Deutsch-Ostafrika), einen Lehrjungen (in Die Werft zum grauen Hecht) und einen Piccolo (in Das Schloß in Flandern). In jenen Jahren als vielbeschäftigte Charge sah man Rudolf Klicks an der Seite von Leinwandstars wie Heinz Rühmann, Marta Eggerth und Hans Moser.
Zeitgleich mit seiner Schauspielarbeit erhielt Rudolf Klicks eine Ausbildung zum Filmfotografen bei der Afifa und der UFA, von 1936 bis 1938 zusätzlich eine Unterweisung in Sachen Filmschnitt bei der UFA. Gleich zu Beginn des Zweiten Weltkriegs wurde Klicks eingezogen und diente als Kameramann bei der Deutschen Wochenschau. Während eines Heimaturlaubs konnte er 1941 zum letzten Mal vor die Kamera treten – passenderweise in einem kriegspropagandistischen Streifen mit Namen Sechs Tage Heimaturlaub. Die hier gespielte Rolle eines Redaktionslehrlings sollte sich für den Jungmimen Klicks bei Kriegsende 1945 als gutes Omen erweisen: Rudolf Klicks wechselte zum Zeitungsjournalismus und belieferte fortan als Bildjournalist Reportagen und Features für so unterschiedliche Publikationen wie Stern, Bild-Zeitung und Constanze.
Rudolf Klicks wird bisweilen mit dem deutlich älteren Schauspieler Rudolf Klix verwechselt, beider Filmografien miteinander vermischt.

## Filmografie
- 1932: Tannenberg
- 1933: Mädels von heute
- 1933: Zimmermädchen … dreimal klingeln
- 1933: So ein Flegel
- 1934: Zigeunerblut
- 1934: In Sachen Timpe
- 1934: Der Springer von Pontresina
- 1934: Die Reiter von Deutsch-Ostafrika
- 1935: Die Werft zum grauen Hecht
- 1935: Traumulus
- 1936: Das Schloß in Flandern
- 1937: Mein Sohn, der Herr Minister
- 1941: Sechs Tage Heimaturlaub